# Akim Zedadka
Akim Zedadka (Pertuis, 30 maggio 1995) è un calciatore algerino con cittadinanza francese, difensore del Sabah.

## Biografia
Nato in Francia da una famiglia di origini algerine, ha un fratello minore, Karim, anch'egli calciatore professionista.

## Caratteristiche tecniche
È un terzino destro.

## Carriera

### Club
Cresciuto nell'Istres, debutta in prima squadra il 16 maggio 2014 in occasione dell'incontro di Ligue 2 perso 1-0 contro l'Angers; nel 2016 viene acquistato dal Lens che inizialmente lo impiega nella squadra riserve salvo promuoverlo nella seconda parte della stagione 2016-2017.
Rimasto svincolato, nelle successive due stagioni gioca a livello amatoriale con Saint Rémoise e Marignane prima della chiamata del Clermont Foot nel 2019, facendo ritorno nella seconda divisione del paese. Al termine della stagione 2020-2021 ottiene la promozione in Ligue 1, dove debutta l'8 agosto nel match inaugurale vinto 2-0 in casa del Bordeaux.

### Nazionale
Nel 2022 ha esordito nella nazionale algerina.

## Statistiche
Statistiche aggiornate al 5 novembre 2024.

### Presenze e reti nei club
| Stagione             | Squadra              | Campionato           | Campionato | Campionato | Coppe nazionali | Coppe nazionali | Coppe nazionali | Coppe continentali | Coppe continentali | Coppe continentali | Altre coppe | Altre coppe | Altre coppe | Totale | Totale |
| Stagione             | Squadra              | Comp                 | Pres       | Reti       | Comp            | Pres            | Reti            | Comp               | Pres               | Reti               | Comp        | Pres        | Reti        | Pres   | Reti   |
| -------------------- | -------------------- | -------------------- | ---------- | ---------- | --------------- | --------------- | --------------- | ------------------ | ------------------ | ------------------ | ----------- | ----------- | ----------- | ------ | ------ |
| 2013-2014            | Istres               | L2                   | 1          | 0          | CF+CdL          | 0               | 0               | -                  | -                  | -                  | -           | -           | -           | 1      | 0      |
| 2014-2015            | Istres               | N1                   | 21         | 4          | CF+CdL          | 1+0             | 0               | -                  | -                  | -                  | -           | -           | -           | 22     | 4      |
| Totale Istres        | Totale Istres        | Totale Istres        | 22         | 4          |                 | 1               | 0               |                    | -                  | -                  |             | -           | -           | 23     | 4      |
| 2015-2016            | Lens 2               | CFA                  | 27         | 0          | -               | -               | -               | -                  | -                  | -                  | -           | -           | -           | 27     | 0      |
| 2016-2017            | Lens 2               | CFA                  | 7          | 0          | -               | -               | -               | -                  | -                  | -                  | -           | -           | -           | 7      | 0      |
| Totale Lens 2        | Totale Lens 2        | Totale Lens 2        | 34         | 0          |                 | -               | -               |                    | -                  | -                  |             | -           | -           | 34     | 0      |
| 2016-2017            | Lens                 | L2                   | 4          | 1          | CF+CdL          | 3+0             | 0               | -                  | -                  | -                  | -           | -           | -           | 7      | 1      |
| 2017-2018            | Saint Rémoise        | N3                   | 15         | 3          | -               | -               | -               | -                  | -                  | -                  | -           | -           | -           | 15     | 3      |
| 2018-2019            | Marignane            | N1                   | 32         | 0          | CF              | 4               | 0               | -                  | -                  | -                  | -           | -           | -           | 36     | 0      |
| 2019-2020            | Clermont Foot 2      | N3                   | 1          | 0          | -               | -               | -               | -                  | -                  | -                  | -           | -           | -           | 1      | 0      |
| 2019-2020            | Clermont Foot        | L2                   | 22         | 1          | CF+CdL          | 1+2             | 0               | -                  | -                  | -                  | -           | -           | -           | 25     | 1      |
| 2020-2021            | Clermont Foot        | L2                   | 35         | 1          | CF              | -               | -               | -                  | -                  | -                  | -           | -           | -           | 35     | 1      |
| 2021-2022            | Clermont Foot        | L1                   | 38         | 0          | CF              | 1               | 0               | -                  | -                  | -                  | -           | -           | -           | 39     | 0      |
| Totale Clermont Foot | Totale Clermont Foot | Totale Clermont Foot | 95         | 2          |                 | 4               | 0               |                    | -                  | -                  |             | -           | -           | 99     | 2      |
| ago.-dic. 2022       | Lilla                | L1                   | 8          | 1          | CF              | -               | -               | -                  | -                  | -                  | -           | -           | -           | 8      | 1      |
| dic. 2022-2023       | Auxerre              | L1                   | 20         | 0          | CF              | 2               | 0               | -                  | -                  | -                  | -           | -           | -           | 22     | 0      |
| 2023-gen. 2024       | Lilla                | L1                   | 0          | 0          | CF              | 2               | 0               | UECL               | 2                  | 0                  | -           | -           | -           | 4      | 0      |
| feb.-giu. 2024       | Real Saragozza       | SD                   | 11         | 0          | CR              | -               | -               | -                  | -                  | -                  | -           | -           | -           | 11     | 0      |
| 2024-2025            | Lilla 2              | N3                   | 2          | 0          | -               | -               | -               | -                  | -                  | -                  | -           | -           | -           | 2      | 0      |
| 2024-2025            | Lilla                | L1                   | 0          | 0          | CF              | -               | -               | UCL                | -                  | -                  | -           | -           | -           | 0      | 0      |
| Totale Lille         | Totale Lille         | Totale Lille         | 8          | 1          |                 | 2               | 0               |                    | 2                  | 0                  |             | -           | -           | 12     | 1      |
| Totale carriera      | Totale carriera      | Totale carriera      | 244        | 11         |                 | 16              | 0               |                    | 2                  | 0                  |             | -           | -           | 262    | 11     |